# Quintillus
Marcus Aurelius Claudius Quintillus was een Romeins keizer in 270.
Quintillus was de jongere broer van Claudius II 'Gothicus' en werd zelf keizer in 270. Hij vergoddelijkte zijn gestorven broer en voegde zijn naam Claudius aan de zijne toe. Verder is weinig bekend over hoelang hij geregeerd heeft (van enkele dagen tot enkele maanden afhankelijk van de bron) en niets over zijn doodsoorzaak (moord en zelfmoord worden beide genoemd). Wel is bekend dat hij gestorven is in Aquileia. Over het lot van zijn vrouw en zijn twee kinderen (zo hij deze daadwerkelijk had) is niets bekend.